# Sven Fromhold Hammarstrand
Sven Fromhold Hammarstrand, född den 16 mars 1821 i Stockholm, död den 25 januari 1889 i Uppsala, var en svensk universitetslärare och historiker.
Hammarstrand blev 1839 student vid Uppsala universitet, 1854 filosofie magister, 1856 docent i allmän historia, 1859 adjunkt och 1877 e.o. professor i historia vid Uppsala universitet samt kallades 1882 till ordimarie professor i historia där, sedan han under sammanlagt 28 läseterminer varit förordnad att uppehålla de till denna tjänst hörande föreläsningarna och examina. 1852–1857 sysselsatte han sig med forskningar i Riksarkivet, och 1857–1858 företog han arkivforskningar i Wien, Dresden, München och Berlin.
Hammarstrands främsta tryckta arbeten är Underhandlingar och rådslag rörande Sveriges deltagande i trettioåriga kriget (gradualavhandling 1854), Historisk öfversigt af förhandlingarna mellan konung Gustaf II Adolf af Sverige och kurfursten Fredrik V af Pfalz, åren 1618-20 (1855), Försök till en historisk framställning af underhandlingarna om Sveriges deltagande i trettioåriga kriget (1855-58), Bidrag till historien om konung Gustaf II Adolfs deltagande i trettioåriga kriget (1859; prisbelönt av Vetenskapssocieteten i Uppsala), Attikas författning under konungadömets tidehvarf (1863; översättning till tyska av Schömann i Jahrbücher für classische philologie, 1873), Grunddragen af den soloniska författningen (1863) och Romerska rikets författningshistoria från Augustus till vestromerska rikets fall (2 häften, 1882, 1887).
Dessutom författade han början av medeltidens historia (tiden 476-700) i "Illustrerad verldshistoria" (1877), uppsatser i Nordisk familjebok samt anmälningar och granskningar i åtskilliga tidskrifter. Hammarstrand var en verklig forskarnatur. Hans huvudarbeten innehåller värderika uppslag och kombinationer. Trots att han, till följd av sin benägenhet att fördjupa sig i detaljer, som föreläsare aldrig förmådde samla stora auditorier, var hans akademiska lärarverksamhet i hög grad betydelsefull genom den strängt vetenskapliga riktning han gav de historiska studierna vid universitetet.
Genom sina föreläsningar i den äldre medeltidshistorien blev han i Sverige målsmannen för den germanistiska historieforskning, som uppblomstrat i Tyskland, och tack vare sin kännedom om det äldre skandinaviska samhällsskicket hade han förutsättningar som de samtida tyska forskarna ofta saknade. Han aldrig kom dock aldrig att fullfölja sin avsikt att skriva ett större arbete om medeltidens författningsförhållanden. Hans romerska författningshistoria var avsedd att utgöra inledningen därtill, men inledningen svällde ut till ett självständigt men oavslutat arbete. Han blev ledamot av Vetenskapssocieteten i Uppsala 1879. Hammarstrand är begravd på Uppsala gamla kyrkogård.